# Los Naranjos, Santa María Colotepec
Los Naranjos är en ort i Mexiko.   Den ligger i kommunen Santa María Colotepec och delstaten Oaxaca, i den sydöstra delen av landet, 500 km sydost om huvudstaden Mexico City. Los Naranjos ligger 73 meter över havet och antalet invånare är 131.
Terrängen runt Los Naranjos är huvudsakligen kuperad. Los Naranjos ligger nere i en dal. Runt Los Naranjos är det ganska glesbefolkat, med 42 invånare per kvadratkilometer. Närmaste större samhälle är Puerto Escondido, 19,8 km väster om Los Naranjos. I omgivningarna runt Los Naranjos växer i huvudsak lövfällande lövskog.